# ماری ملون
مری مالون (انگلیسی: Mary Mallon؛ ۲۳ سپتامبر ۱۸۶۹ – ۱۱ نوامبر ۱۹۳۸) همچنین معروف به مری حصبه، یک مهاجر ایرلندی بود که در ایالات متحده آمریکا عنوان آشپز کار می‌کرد. مری در هر خانه‌ای که کار می‌کرد ساکنان آن خانه به حصبه یا همان تب روده مبتلا می‌شدند. گمان می‌رود که وی در طول دوران کارش به عنوان آشپز، ۵۳ نفر را آلوده کرده باشد که سه نفر آن‌ها درگذشتند. او اولین شخصی است که در ایالات متحده به عنوان حامل بیماری شناخته شد و به خاطر نقشش در همه‌گیری حصبه در شهر نیویورک در سال ۱۹۰۶ به «مری حصبه» معروف شد. به خاطر اصرارش در کار به عنوان آشپز مسئولان دوبار او را قرنطینه کرده و نهایتاً پس از سه دهه زندگی در انزوا درگذشت.

## برای مطالعهٔ بیشتر
- Aronson, SM (November 1995). "The civil rights of Mary Mallon". Rhode Island Medicine. 78 (11): 311–2. PMID 8547719.
- Baker, Josephine Sarah (1974) [1939]. Fighting for Life. New York: پالگریو مک‌میلان. ISBN 0-405-05945-0.
- Bourdain, Anthony (2001). Typhoid Mary: An Urban Historical (Hardcover ed.). New York: Bloomsbury. ISBN 1-58234-133-8.
- Brooks, J (March 15, 1996). "The sad and tragic life of Typhoid Mary". CMAJ. 154 (6): 915–916. PMC 1487781. PMID 8634973.
- Federspiel, Jürg. The Ballad of Typhoid Mary (داستان تاریخی translated by Joel Agee). New York: Ballantine Books, 1985.
- Finkbeiner, Ann K (1996). "Quite contrary: was 'Typhoid Mary' Mallon a symbol of the threats to individual liberty or a necessary sacrifice to public health?". The Sciences. 36 (5): 38–43. doi:10.1002/j.2326-1951.1996.tb03271.x. hdl:10822/896644. PMID 11657398.
- Keane, Mary Beth (2013). Fever (Hardcover ed.). New York: Scribner. ISBN 978-1-4516-9341-6.
- Leavitt, Judith Walzer (1996). Typhoid Mary, Captive to the Public's Health (Hardcover ed.). Boston: Beacon Press. ISBN 0-8070-2102-4.
- "Mary Mallon (Typhoid Mary)". American Journal of Public Health and the Nations Health. 29 (1): 66–68. January 1939. doi:10.2105/ajph.29.1.66. PMC 1529062. PMID 18014976.
- Mikkelson, Barbara (July 23, 2006). "Typhoid Mary". اسنوپس.